# Pycnocoma devredii
Pycnocoma devredii är en törelväxtart som beskrevs av J.Leonard. Pycnocoma devredii ingår i släktet Pycnocoma och familjen törelväxter. Inga underarter finns listade i Catalogue of Life.